# منطقه تاریخی نیو آگوستا
منطقه تاریخی نیو آگوستا (به انگلیسی: New Augusta Historic District) در ایالات متحده آمریکا و در شهر ایندیاناپلیس ایالت ایندیانا واقع شده‌است. این مکان شامل ۱۱۵ ساختمان و یک سازه مشارکتی و یک محل کمکی برای روستاییان است و راه‌آهن ایندیاناپلیس محور این منطقه به‌شمار می‌رود. این منطقه بین سال‌های ۱۸۵۲ تا ۱۹۳۹ گسترش یافته‌است و ساختمان‌های آن شامل نمونه‌های هنری از سبک معماری ایتالیایی و بانگلاو و صنعتگران آمریکایی است. ساختمان‌های قابل توجه این منطقه شامل ساختمان همکاران فرد (حدود ۱۸۹۰)، کلیسای لوتری انجیلی هوپ‌ول (حدود ۱۸۵۹، ۱۸۸۰)، کلیسای سالم لوتری (۱۸۸۰) و انبار جدید آگوستا (حدود ۱۸۹۰) می‌باشد که در غرب آگوستا واقع شده‌است.
این منطقه در سال ۱۹۸۹ در فهرست ثبت ملی اماکن تاریخی وارد شد.
نقاش این آثار فلورانس اسمیتبرن اهل نیو آگوستا بود.